# Metaglikodol
Metaglikodol (INN) je lek koji deluje kao trankvilajzer. Ovo jedinjenje nije dospelo do tržišta.